# Francisco Javier Aguilar Solaz
Francisco Javier Aguilar Solaz (Chelva, Valencia, 25 de enero de 1817 - Ruzafa, Valencia, 2 de junio de 1863) fue un maestro de escuela valenciano, conocido por haber sacrificado su vida al intentar salvar a sus alumnos tras el derrumbe de la escuela donde impartía enseñanza.

## Biografía
Francisco Javier Aguilar nació en Chelva el 25 de enero de 1817, hijo de Javier Aguilar Estevan y de Francisca Solaz Aliaga. Desde el año 1841 ejerció como maestro de primera enseñanza en la escuela unitaria de Ruzafa (Valencia). Disfrutó de cierta popularidad en la población por el hecho de ser de las pocas personas alfabetizadas de la misma, y por prestarse a realizar servicios para los pobladores del lugar cuando se requería la lectura o redacción de documentos. En el año 1844 nace su primer hijo, Francisco Javier, fruto de su matrimonio con María Martínez Andreu (también maestra de escuela); le seguirían Francisco de Borja (en 1848), Remedio (en 1853) y María de la Soledad (en 1855). Entre abril y mayo de 1861 fue designado por el Ayuntamiento de Ruzafa para que tutelara el traslado de los restos sepultados en el cementerio parroquial de San Valero al Cementerio General de Valencia.

## Circunstancias de su muerte
En enero de 1863 se inauguró una escuela unitaria en Ruzafa con 130 alumnos varones y junto a ella otra para 150 alumnas, emplazadas parcialmente en los terrenos del cementerio que el propio Aguilar había ayudado a trasladar. Los planos de los edificios estaban firmados por Vicente Constantino Marzo Capilla, arquitecto municipal de Valencia y presidente del Colegio de Arquitectos. Al mes de la inauguración, el maestro titular se dirigió a las autoridades porque se percibían evidentes defectos en la obra que amenazaban la seguridad de alumnos y profesores. Estas protestas las fue reiterando Aguilar sin recibir respuesta positiva. El día 2 de junio de 1863 se produjeron nuevos desperfectos que llevaron a requerir la presencia del alcalde de Ruzafa y un aguacil, a los que en vano se pidió que inspeccionaran y evacuaran el edificio, por lo que las clases hubieron de continuar, si bien Aguilar y su ayudante Juan Viana procuraron alejar a los alumnos de las paredes. Hacia las 9:30 de la mañana el maestro Viana salió al deslunado del edificio con veinte alumnos, y tan solo cinco minutos después comenzó a hundirse el edificio en la parte de la escuela másculina. Diez niños fallecieron, así como Francisco Javier Aguilar, quien perdió la vida intentando salvar a dos párvulos, de los que solo uno sobrevivió.

## Consecuencias del hundimiento
El hundimiento se atribuyó a la debilidad de los materiales empleados en la obra, combinados con varios días previos de intensas lluvias. La sentencia se publicó en 1867 y condenaba al contratista, el constructor Carlos Lambrandero y Rocher.
El edificio de la escuela de niñas, que también incluía la casa del maestro, tuvo que ser demolido por fallos estructurales. Esta demolición fue promovida por la maestra de la misma, Buenaventura Clavero, quien había perdido a un hijo en el hundimiento de la sección masculina.
La antigua calle del Cementerio cambió su nombre por el de Maestro Aguilar, que conserva a inicios del siglo XXI.
Sobre el solar de la antigua escuela unitaria se edificó en 1913 el Colegio Balmes.